# Pop Crimes
Pop Crimes — второй и последний студийный альбом австралийского музыканта, гитариста и композитора Роланда С. Говарда, изданный в 2009 году.

## Об альбоме
Запись проходила в Birdland Studios в штате Виктория в Австралии, участие в ней принял давний товарищ Роланда мультиинструменталист Nick Cave and the Bad Seeds Мик Харви и гитарист Hungry Ghosts Джей Пи Шайло. В альбом вошли шесть оригинальный композиций и каверы на песни Таунса Ван Зандта «Nothin'» и Talk Talk «Life’s What You Make It». Запись вышла через десять лет после первого альбома музыканта и за два с половиной месяца до его смерти, получив высокие оценки музыкальных критиков.

## Список композиций
| №  | Название                       | Автор(ы)                          | Длительность |
| -- | ------------------------------ | --------------------------------- | ------------ |
| 1. | «(I Know) A Girl Called Jonny» | Роланд С. Говард, Джоннин Стэндиш | 3:51         |
| 2. | «Shut Me Down»                 | Роланд С. Говард                  | 4:21         |
| 3. | «Life's What You Make It»      | Тим Фриз-Грин, Марк Холлис        | 6:43         |
| 4. | «Pop Crimes»                   | Роланд С. Говард, Брайан Хупер    | 7:23         |
| 5. | «Nothin'»                      | Таунс Ван Зандт                   | 3:51         |
| 6. | «Wayward Man»                  | Роланд С. Говард                  | 3:43         |
| 7. | «Avé Maria»                    | Роланд С. Говард                  | 4:00         |
| 8. | «The Golden Age Of Bloodshed»  | Роланд С. Говард                  | 4:31         |

## Участники записи
- Роланд С. Говард — вокал, гитара
- Мик Харви — барабаны, орган
- Джей Пи Шайло — гитара, скрипка, бас-гитара (кроме 1, 6, 8)
- Брайан Хупер — бас-гитара (6, 8)
- Шон Стюарт — бас-гитара (1)
- Джоннин Стэндиш — приглашенная вокалистка (1)